# Малинівщина
Малинівщина — селище в Україні, у Золотоніському районі Черкаської області. Входить до складу Гельмязівської сільської громади. Площа — 64 га. Населення — 128 осіб, у тому числі 56 чоловіків, 71 жінка.
Село являє собою одну вулицю у формі літери Г, протяжністю 2 км, рельєф рівнинний. Сусідами є Броварки, Ковтунівка, Світанок. Малинівщина об'єднує два хутори:
- вертикальна сторона вулиці — Гаптарівщина[1]: 37 будинків, в одинадцяти з яких господарі мають прізвище Гаптар. Звідси й назва хутора;
- горизонтальна сторона вулиці — хутір Малинівщина: 32 двори. Назва хутора походить від засновника Малиновського.

## Історія
Хутір Гаптарівщина у 1869 році мав назву Кротів.
Хутір Малинівщина у 1869 році мав назву Калинівський.
У 1911 році на хуторі Малинівськом жило 44 людини (21 чолвичої та 23 жиночої статі).
У роки НЕПу Малинівщина увійшла до створеного в 1923 році Гельмязівського району, на той час діяла комуна «Іскра».
У 1929 році села Ковтунівка й Малинівщина були об'єднані в колгосп «Жовтень».
У роки радянсько-німецької війни 40 хуторян пішли на фронт, 30 з них загинули.
У 1958 році Броварки й Малинівщина створили колгосп «Іскра».

## Сучасність
Нині у Малинівщині 69 дворів. Населення зайняте в сільськогосподарському підприємстві ДП «Іскра».
З виробничих об'єктів у селі розташована молочнотоварна ферма.
Близько 20 вихідців із села Малинівщина мають вищу освіту: агрономи, інженери, зоотехніки, геологи, лікарі, працівники торгівлі, банкіри.
Селище газифіковано.